# Tsukubamirai
Tsukubamirai (japanska: つくばみらい市?, Tsukubamirai-shi) är en stad i Ibaraki prefektur i Japan. Staden bildades 2006 genom en sammanslagning av kommunerna Ina och Yawara.